# Lillesjön (Norra Sandsjö socken, Småland)
Lillesjön är en sjö i Nässjö kommun i Småland och ingår i Emåns huvudavrinningsområde. Sjön är 6,1 meter djup, har en yta på 0,478 kvadratkilometer och är belägen 280 meter över havet. Vid provfiske har abborre, gädda, mört och sutare fångats i sjön.

## Delavrinningsområde
Lillesjön ingår i det delavrinningsområde (638274-143372) som SMHI kallar för Utloppet av Lillesjön. Medelhöjden är 294 meter över havet och ytan är 4,36 kvadratkilometer. Det finns inga delavrinningsområden uppströms utan avrinningsområdet är högsta punkten. Vattendraget som avvattnar avrinningsområdet har biflödesordning 5, vilket innebär att vattnet flödar genom totalt 5 vattendrag innan det når havet efter 210 kilometer. Delavrinningsområdet består mestadels av skog (55 procent) och jordbruk (11 procent). Avrinningsområdet har 0,48 kvadratkilometer vattenytor vilket ger det en sjöprocent på 11,8 procent. Bebyggelsen i området täcker en yta av 0,41 kvadratkilometer eller 10 procent av avrinningsområdet.